# Cryptocephalus baeticus
Cryptocephalus baeticus – gatunek chrząszcza z rodziny stonkowatych i podrodziny Cryptocephalinae.
Gatunek ten został opisany w 1847 roku przez Christiana Wilhelma Ludwiga Eduarda Suffriana.
Wykazany został z Hiszpanii, Maroka i Egiptu.